# Hebardiella karnyi
Hebardiella karnyi är en bönsyrseart som beskrevs av Werner 1927. Hebardiella karnyi ingår i släktet Hebardiella och familjen Tarachodidae. Inga underarter finns listade i Catalogue of Life.